# Mims Davies
Miriam Jane Alice « Mims » Davies (née le 2 juin 1975) est une femme politique britannique du Parti conservateur qui est députée pour Eastleigh de 2015 à 2019 puis de Mid Sussex de 2019 à 2024.
Elle est sous-secrétaire d'État parlementaire aux Personnes handicapées, à la Santé et au Travail de décembre 2023 à juillet 2024.

## Carrière
Elle fait des études privées à la Royal Russell School de Londres et étudie la politique et les relations internationales à l'Université de Swansea. Elle est la première de sa famille à entrer dans l'enseignement supérieur. Elle travaille principalement comme animatrice, reporter et productrice de radio locale. Elle occupe ensuite le poste d'agente de communication sur la sécurité routière auprès de l'association The Automobile Association puis de la police et du Sussex Safer Roads Partnership.
Elle est cooptée à Hurstpierpoint et au conseil de paroisse de Sayers Common, qui marque le début de son engagement politique, puis elle est élue pour le Parti conservateur en tant que conseiller municipal et conseiller du conseil de district du Mid Sussex pour le quartier Haywards Heath Lucastes de 2011 à 2015.
Lors de l'élection générale de 2015, elle est élue député d'Eastleigh, battant le sortant démocrate libéral Mike Thornton de 9 000 voix. Elle est réélue aux élections générales de 2017.
Elle fait campagne pour que le Royaume-Uni quitte l'Union européenne lors du référendum de 2016.
Elle est nommée whip adjoint du gouvernement le 9 janvier 2018, puis au poste de sous-secrétaire d'État parlementaire du Pays de Galles le 26 juillet 2018.
À la Chambre des communes, elle siège au groupe de référence sur la représentation et l'inclusion des communes et a déjà siégé aux commissions chargées d'étudier les projets de loi de consolidation (comité mixte) et au comité femmes et égalité. Le 23 octobre 2018, elle a démissionné d'un comité présidé par le président de la Chambre des communes, John Bercow, critiquant son incapacité à s'attaquer aux problèmes de harcèlement moral et de harcèlement sexuel au Parlement.
Le 5 novembre 2018, elle est nommée ministre des Sports et de la Société civile au sein du Département du Numérique, de la Culture, des Médias et du Sport, après la démission de Tracey Crouch à la suite du retard dans l'introduction de limites sur les terminaux de paris à cotes fixes.

## Vie privée
Davies a deux enfants. Elle s'est séparée de Mark Davies, cofondateur de NewRiver Retail en novembre 2015 et divorce en septembre 2017.